# Pietas (Zaragoza)
Pietas o Pleytas es un lugar despoblado medieval del término municipal de El Frasno, en la comarca de la Comunidad de Calatayud y en la provincia de Zaragoza. Su población es de cinco habitantes (1991), pero crece en verano con gente que viene de Zaragoza o Calatayud pudiendo estar aproximadamente en sesenta personas.  

## Historia
Ya es mencionada en la Bula de Lucio III (1182) ):

Ecclesiam de Viver cum pertinenciis suis, Ecclesiam de Finoges cum pertinencis suis, Ecclesiam de Pleytas cum pertinenciis suis

La actual Pietas es una colonia estival de chalets, una urbanización alrededor de la ermita de la Virgen de Pietas. No es una continuación directa del núcleo de población medieval de Pleytas y no tiene nada que ver con el municipio de Pleitas.